# 吉野晃
吉野 晃（よしの あきら、1954年 - ）は、日本の文化人類学者である。東京学芸大学教育学部教授。東京都出身。

## 略歴
- 1976年　私立武蔵高校卒業
- 1980年　埼玉大学教養学部教養学科文化人類学コース卒業
- 1990年　東京都立大学 (1949-2011)大学院社会科学研究科博士後期課程単位取得満期退学
- 1990年　東京学芸大学教育学部専任講師
- 1992年　東京学芸大学教育学部助教授
- 2001年　東京学芸大学教育学部教授

## 著書・論文
- 「ユーミエン(ヤオ)の農作業における労働交換  -タイ北部におけるユーミエンの焼畑耕作報告(2)及びその後の変化の報告」,東京学芸大学紀要. 人文社会科学系. II 65, 105-114, 2014年
- 「廟と女性シャマン  -タイ北部、ユーミエン(ヤオ)の新たな宗教現象に関する調査の中間報告」,東京学芸大学紀要. 人文社会科学系. II 64, 115-123, 2013年
- "The Functions of Chinese Literacy in the Iu Mien Society of Northern Thailand" , Senri Ethnological Studies 74, 117-127, 2009
- 「タイにおけるユーミエン（Iu Mien）の文化復興運動概況」,国立民族学博物館調査報告 63, 267-284, 2006年
- 「タイ北部山地民ユーミエンのピャオ(家) -居住・生業・祖先祭祀」,アジア遊学 (74), 95-104, 2005年
- 「中国におけるユーミエンの民族間関係に関する調査覚え書き  -広東省北江瑤山におけるユーミエンの事例」,東京学芸大学紀要. 第3部門, 社会科学 56, 121-128, 2005年
- 「タイ北部,ユーミエン・ヤオ族の核家族化現象  -中間報告と予備的考察」,東京学芸大学紀要. 第3部門, 社会科学 54, 117-125, 2003年
- 「焼畑から出稼ぎへ  -タイにおけるミエン・ヤオ族の出稼ぎに関する調査の中間報告」,東京学芸大学紀要. 第3部門, 社会科学 50, 81-90, 1999年
- 「焼畑に伴う移住と祖先の移住  -タイのミエン・ヤオ族における移住とエスニシティ」,東南アジア研究 35(4), 759-776, 1998年
- 「ミエン・ヤオ族の陸稲耕作作業  -タイ北部におけるミエン・ヤオ族の焼畑耕作に関する調査報告(1)」,東京学芸大学紀要. 第3部門, 社会科学 47, 139-155, 1996年
- 『民族誌の現在　―近代・開発・他者』（民族間関係とアイデンティティ　―ミエン族の他民族養取」）、弘文堂、1995年
- 「ミエン・ヤオ族に関する民族誌の考察（1）20世紀前半、広東北部におけるミエン・ヤオ族と漢族との共生（1）」東京学芸大学紀要第3部門社会科学、1994年
- 「タイ北部のミエン・ヤオ族の儀礼・総体的祭司制・漢字使用　―儀礼に見られるヤオ族の「漢化」の一側面」『儀礼・民族・境界　―華南諸民族「漢化」の諸相』、風響社、/51-77, 1994年
- 「師弟関係にある父子　―タイ北部ミエン族の掛燈儀礼に見られる父系理念」東京学芸大学紀要第3部門社会科学、1993年
- 「タイ北部、ミエン族の定婚過程と妻方居住婚」、ふぃるど、5/，‐, 1992年
- 「タイ北部、ミエン族の移住　―移住による村落形成過程」社会人類学年報、17/-, 1991年
- 「祖先への登録　―タイ北部におけるミエン・ヤオ族の居住集団に関わる諸観念と〈添人口〉」比較家族史研究、5/-, 1990年
- 『調布市史〈民俗編〉』（「信仰的講集団」、「寺と民俗」）、調布市、/565-611, 1988年
- 『調布の民俗覚書』（「講集団」）、調布市、/109-118, 1985年
- 「養取と境界維持　―タイ北部、ユーミェン・ヤオ族の他民族購買養取について」社会人類学年報、10/,-, 1984年

## 研究内容
- ユーミエン民族の社会組織・儀礼体系・エスニシティの研究
- タイ北部におけるユーミエン民族の核家族化・儀礼知識伝承の変化および文化復興運動に関する調査研究
- 焼畑耕作の比較研究